# Песма (ТВ серија)
„Песма” је  југословенска ТВ минисерија из 1975. године. Сценарио је заснован на истоименом роману Оскара Давича.

## Радња
Отпор и борба илегалаца у окупираном Београду основни је оквир у коме се упознајемо са главним јунацима ове серије. Задатак групе илегалаца је да на слободну територију изведу познатог песника и академика.
Непредвиђене околности које се десе уочи самог изласка откривају нам кроз занимлјиви заплет богате унутрашње животе сваке од ових личности, са свим њиховим дилемама, убеђењима, неодлучностима и међусобним односима.
Протагониста серије је млади илегалац Мића који за време немачке окупације Београда у 2 светском рату добија задатак спровести угледног песника партизанима.
Радња приказује како младић постане згађен животним стилом песника те се почиње премишљати треба ли обавити задатак.

## Епизоде
| Сезона | Епизода | Назив | Датум             |
| ------ | ------- | ----- | ----------------- |
| 1      | 1       | /     | 23.октобра 1975.  |
| 1      | 2       | /     | 30.октобра 1975.  |
| 1      | 3       | /     | 6.новембра 1975.  |
| 1      | 4       | /     | 13.новембра 1975. |
| 1      | 5       | /     | 20.новембра 1975. |
| 1      | 6       | /     | 27.новембра 1975. |

## Улоге
| Глумац             | Улога                        |
| ------------------ | ---------------------------- |
| Раде Шербеџија     | Мића Рановић (6 еп. 1975)    |
| Љуба Тадић         | Андрија Вековић (6 еп. 1975) |
| Душица Жегарац     | Ана (6 еп. 1975)             |
| Драгомир Фелба     | Жика (6 еп. 1975)            |
| Велимир Животић    | Ђорђе (6 еп. 1975)           |
| Аљоша Вучковић     | (6 еп. 1975)                 |
| Душан Војновић     | (6 еп. 1975)                 |
| Петар Краљ         | Петар (5 еп. 1975)           |
| Ирфан Менсур       | (5 еп. 1975)                 |
| Бранко Плеша       | (4 еп. 1975)                 |
| Ђурђија Цветић     | (4 еп. 1975)                 |
| Зинаид Мемишевић   | (4 еп. 1975)                 |
| Јожица Авбељ       | (3 еп. 1975)                 |
| Вељко Мандић       | (3 еп. 1975)                 |
| Павле Вуисић       | Дача (2 еп. 1975)            |
| Петер Царстен      | (2 еп. 1975)                 |
| Павле Богатинчевић | (2 еп. 1975)                 |
| Ранко Брадић       | (2 еп. 1975)                 |
| Ранко Гучевац      | (2 еп. 1975)                 |

 Остале улоге  ▼
| Глумац                    | Улога                        |
| ------------------------- | ---------------------------- |
| Предраг Милинковић        | (2 еп. 1975)                 |
| Милан Пузић               | (2 еп. 1975)                 |
| Душко Стевановић          | (2 еп. 1975)                 |
| Вера Томановић            | (2 еп. 1975)                 |
| Миља Вујановић            | (2 еп. 1975)                 |
| Станимир Аврамовић        | (1 еп. 1975)                 |
| Мира Бањац                | (1 еп. 1975)                 |
| Татјана Бељакова          | (1 еп. 1975)                 |
| Душан Булајић             | (1 еп. 1975)                 |
| Мирко Буловић             | (1 еп. 1975)                 |
| Љубомир Ћипранић          | Сељак (1 еп. 1975)           |
| Томанија Ђуричко          | Аница (1 еп. 1975)           |
| Љиљана Драгутиновић       | (1 еп. 1975)                 |
| Боштјан Хладник           | (1 еп. 1975)                 |
| Љиљана Јовановић          | (1 еп. 1975)                 |
| Снежана Лукић             | (1 еп. 1975)                 |
| Бранислав Цига Миленковић | (1 еп. 1975)                 |
| Мирјана Николић           | (1 еп. 1975)                 |
| Богосава Никшић           | (1 еп. 1975)                 |
| Драгица Новаковић         | (1 еп. 1975)                 |
| Љиљана Перош              | (1 еп. 1975)                 |
| Славољуб Плавшић Звонце   | (1 еп. 1975)                 |
| Миомир Радевић Пиги       | (1 еп. 1975)                 |
| Сава Северова             | (1 еп. 1975)                 |
| Марко Тодоровић           | (1 еп. 1975)                 |
| Миливоје Мића Томић       | Столар Савић (1 еп. 1975)    |
| Франц Урсич               | (1 еп. 1975)                 |
| Еуген Вербер              | Штајн (1 еп. 1975)           |
| Миња Војводић             | (1 еп. 1975)                 |
| Милорад Миша Волић        | Жигмунд Бухвалд (1 еп. 1975) |
| Јанез Врховец             | (1 еп. 1975)                 |
| Душан Вујисић             | (1 еп. 1975)                 |
| Гизела Вуковић            | (1 еп. 1975)                 |

Комплетна ТВ екипа  ▼
| Редитељ              | Живојин Павловић     | (6 еп. 1975)                    |
| Сценариста           | Бојана Андрић        | (6 еп. 1975)                    |
| Сценариста           | Оскар Давичо         | (6 еп. 1975)                    |
| Сценариста           | Ђорђе Лебовић        | (6 еп. 1975)                    |
| Сценариста           | Живојин Павловић     | (6 еп. 1975)                    |
| Композитор           | Варткес Баронијан    | (непознат број епизода)         |
| Директор фотографије | Милорад Јакшић Фанђо | (6 еп. 1975)                    |
| Mонтажер             | Мирјана Кичовић      | (непознат број епизода)         |
| Mонтажер             | Олга Скригин         | (непознат број епизода)         |
| Сценограф            | Миодраг Мирић        | (6 еп. 1975)                    |
| Костимограф          | Дивна Јовановић      | (6 еп. 1975)                    |
| Одсек за шминку      | Зорица Рандиц        | шминкер (непознат број епизода) |